# Laurits Follert
Laurits Follert (født 10. april 1996 i Duisburg, Tyskland) er en tysk roer.
Follert vandt en sølvmedalje ved OL 2020 i Tokyo, hvor han sammen med Johannes Weißenfeld, Olaf Roggensack, Torben Johannesen, Jakob Schneider, Malte Jakschik, Richard Schmidt, Hannes Ocik og styrmand Martin Sauer udgjorde den tyske otter. Tyskerne blev i finalen besejret med knap et sekund af guldvinderne fra New Zealand, mens Storbritannien vandt bronze.
Follert var desuden med til at vinde en VM-guldmedalje i otter ved VM 2019 i Østrig.

## OL-medaljer
- 2020:  Sølv i otter